# 萊拉 (沙特阿拉伯)

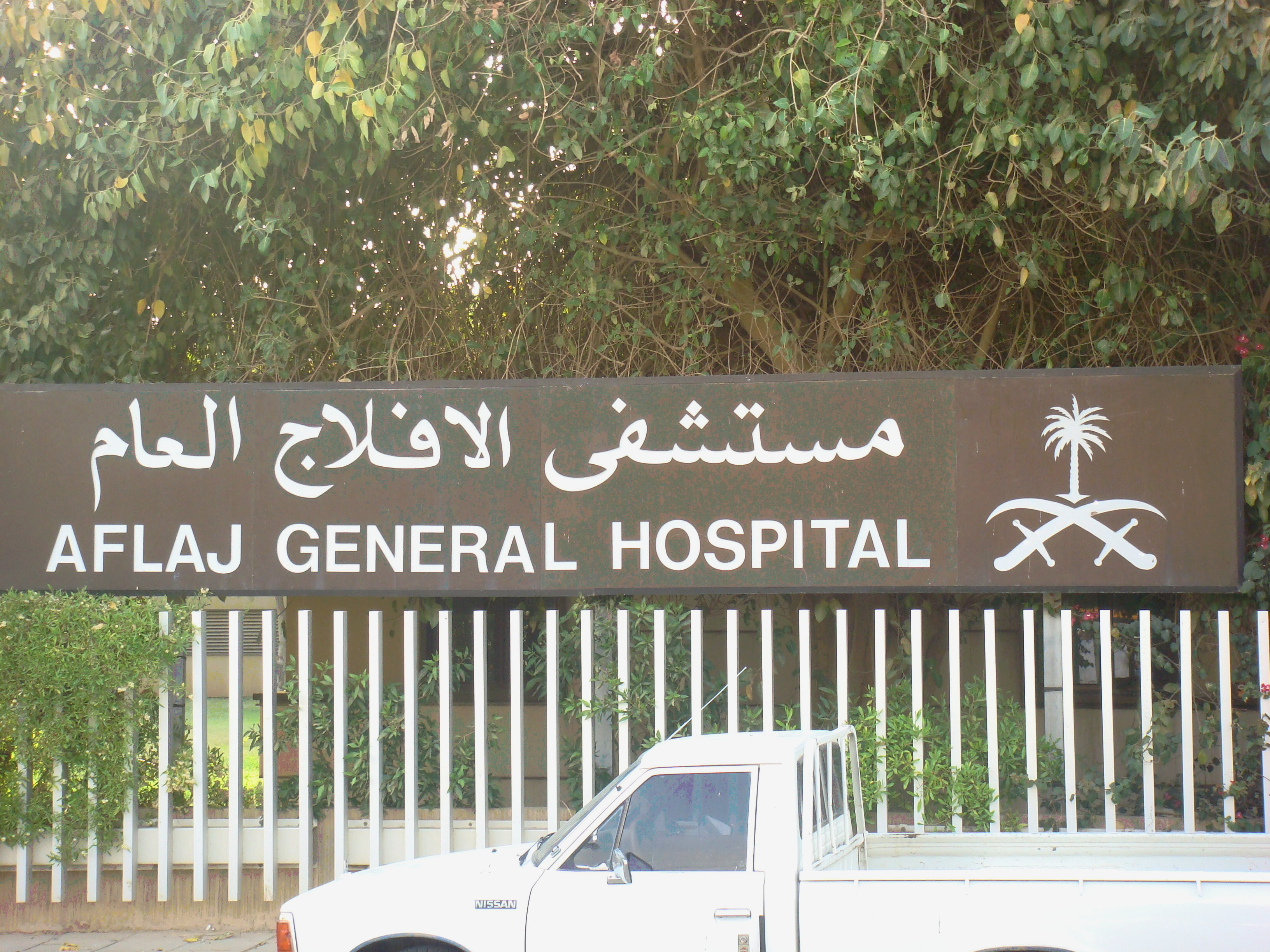

萊拉是沙特阿拉伯的城鎮，位於該國中部，距離首都利雅得約330公里，由利雅得省負責管轄，居民主要是貝都因人，該鎮和鄰近地區總人口約76,000。
22°17′N 46°44′E / 22.283°N 46.733°E